# Diolenius albopiceus
Diolenius albopiceus är en spindelart som beskrevs av Henry Roughton Hogg 1915. Diolenius albopiceus ingår i släktet Diolenius och familjen hoppspindlar. Inga underarter finns listade i Catalogue of Life.